# Convento de São Paio do Monte de Vila Nova de Cerveira

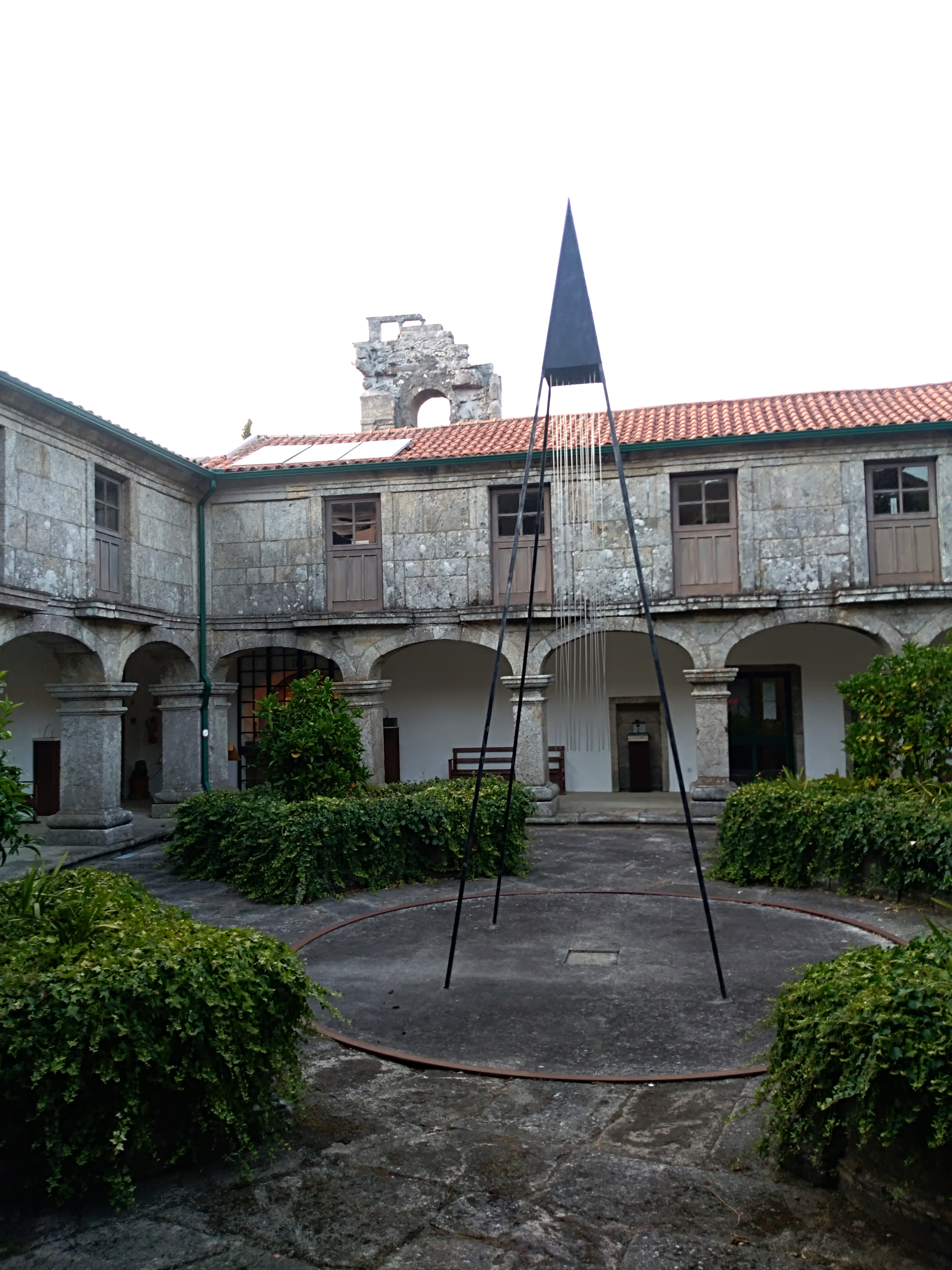
Mosteiro de San Payo - Vila Nova de Cerveira

O Convento de São Paio do Monte ou Convento de São Paio dos Milagres (ou de San Payo na grafia antiga), é um antigo convento em Loivo, no município de Vila Nova de Cerveira.
Fundado em 1392 por Frei Gonçalo Marinho onde antes existia uma ermida, terá sido   em 1460 pelos franciscanos observantes, ocupando-o os claustrais até 1568 e, depois de vicissitudes várias, foi governado por vigários entre 1596-1623, em que passou à guarda de 12 frades.
Em meados do século XVIII, tinha como padroeiro ou comendatário Manuel Carlos de Bacelar, que detinha o morgadio do vínculo da Casa do Carboal em Covas.
Depois de 1834 caiu em ruínas, naturalmente depois da lei que extinguiu todas as Ordens Religiosas de Portugal.
Por último, pertenceu ao escultor José Rodrigues, já falecido, que o recuperou de acordo com a investigação e projecto do Arquitecto Viana de Lima nos anos de 1980.